# هجلیج، سودان
هجلیج (به عربی: هجلیج) یک منطقهٔ مسکونی در سودان است که در کردفان جنوبی واقع شده‌است.